# Гулямов, Богдан Святославович
Богдан Святославович Гулямов (родился 6 июля 1970 года, Днепропетровск, УССР, СССР) — украинский спортивный функционер. Президент баскетбольного клуба «Будивельник». Протоиерей Православной церкви Украины. Заслуженный работник физической культуры и спорта Украины.

## Биография
Богдан Гулямов родился 6 июля 1970 года в Днепропетровск в семье рабочих. Окончил днепропетровскую среднюю школу № 12 с углублённым знанием английского языка и географии. Обучаясь в школе, начал заниматься баскетболом в детско-юношеской школе олимпийского резерва по баскетболу № 5, которую окончил в 1987 году в звании кандидата в мастера спорта СССР за первое место в юношеском чемпионате СССР среди игроков 1969—1970 годов рождения.
С 1987 по 1992 год обучался в Днепропетровском инженерно-строительном институте (факультет «Теплогазоснабжения и вентиляции»).
В ноябре 1987 года был участником открытого чемпионата Скандинавских стран в Хельсинки, где его команда заняла первое место. В 1990 году получил звание мастера спорта СССР.
Начал трудовую деятельность в 1991 году в студенческом проектно-конструкторском бюро. С июля 1999 года являлся ведущим специалистом по внешнеэкономическим связям в представительстве компании «Энерголинк Технолоджиз ЛЛС» в Киеве.
В 1999 году был избран президентом Днепропетровской областной федерации тенниса. С 2003 года является главой днепропетровской областной общественной организации «Баскетбольный клуб „Днепр“» и президентом женского баскетбольного клуба «Днепр».
В январе 2009 года стал президентом киевского баскетбольного клуба «Будивельник». Под руководством Гулямова команда завоевала Кубок УБЛ 2009 года, трижды становилась чемпионом Украины (2011, 2013, 2014), трижды обладателем Кубка Украины (2012, 2014, 2015) и доходила до полуфинала Кубка Европы УЛЕБ 2012/13.
В 2011 году учился на факультете дополнительного образования Православного Свято-Тихоновского гуманитарного университета по программе повышения квалификации «основы православия».
В январе 2017 года Гулямов был рукоположён в сан диакона и назначен клириком храма Святителя Иоанна Златоуста в посёлке «Золотые ключи». 26 ноября 2017 года был рукоположён в сан иерея. Был клириком Украинской православной церкви (Московского патриархата).
15 декабря 2018 года как представитель Вселенского патриархата принял участие в Объединительном соборе, на котором было принято решение об учреждении Православной церкви Украины и избран её предстоятель — митрополит Киевский и всея Украины Епифаний (Думенко).
7 января 2019 года участвовал в торжественных богослужениях и мероприятиях в Стамбуле, приуроченных к предоставлению томоса Православной церкви Украины
В 2017—2019 годах получил второе высшее образование в магистратуре Национального педагогического университета имени М. П. Драгоманова по образовательной программе «Современное христианское богословие» и получил степень высшего образования магистр по специальности «богослов», квалификацию «преподаватель богословских дисциплин».
С 2015 года был соискателем кафедры культурологии (с сентября 2018 года — богословия и религиоведения) НПУ имени М. П. Драгоманова.
С сентября 2019 года — председатель редакционного совета и постоянный автор журнала «Украинский церковный вестник Поместная церковь» — официального издания Киевской митрополии Православной церкви Украины
В мае 2021 года защитил диссертацию «Христианский гуманизм социальной доктрины Константинопольского патриархата» на соискание учёной степени кандидата философских наук (PhD) по специальности 09.00.14 — богословие.
Автор книги «Логос vs Матрица. Вера Церкви и гипотеза симуляции».
Постоянный автор интернет-издания «Левый берег», где с 2019 года публикуются аналитические тексты и публицистика Богдана Гулямова, посвящённые актуальным проблемам церковной жизни Украины.

## Награды и звания
- Заслуженный работник физической культуры и спорта Украины — за весомый личный вклад в решение вопросов социальной защиты детей, создание благоприятных условий для всестороннего развития каждого ребёнка, формирование у детей высоких духовных и моральных качеств, высокое профессиональное мастерство (21 мая 2008)[9]
- Орден преподобного Нестора Летописца УПЦ I степени (13 июня 2011)[1]
- Орден Святителя Николая Чудотворца УПЦ (11 января 2012)[1]
- Орден преподобного Ильи Муромца УПЦ II степени[1]
- Орден Святителя Мелетия (24 июня 2013)[1]
- Орден Святителя Николая Чудотворца — За заслуги перед УПЦ и благотворительностью (11 января 2013)[1]
- Орден Святителя Феодосия Черниговского УПЦ (10 июня 2015)[1]
- Орден Христа Спасителя УПЦ КП — за возрождение духовности в Украине и утверждении Поместной православной Церкви (4 июля 2016)[1]
- Орден креста Святого Гроба (2018)[10]
- Медаль Харьковской епархии УПЦ святителя Афанасия (6 ноября 2017)[1]